# Tremedales de Orihuela
Tremedales de Orihuela este o arie protejată (arie specială de conservare — SAC, sit de importanță comunitară — SCI) din Spania întinsă pe o suprafață de 12.854,91 ha, integral pe uscat.

## Localizare
Centrul sitului Tremedales de Orihuela este situat la coordonatele 40°29′30″N 1°38′16″W / 40.4918°N 1.63772°V.

## Înființare
Situl Tremedales de Orihuela a fost declarat sit de importanță comunitară în iulie 2000 pentru a proteja 1 specie de plante și 11 specii de animale. Situl a fost protejat și ca arie specială de conservare în februarie 2021.

## Biodiversitate
Situată în ecoregiunea mediteraneană, aria protejată conține 12 habitate naturale: Pajiști uscate seminaturale și facies de acoperire cu tufișuri pe substraturi calcaroase (Festuco-Brometalia) (* situri importante pentru orhidee), Pante stâncoase silicioase cu vegetație casmofită, Păduri de stejar galițio-portugheze cu Quercus robur și Quercus pyrenaica, Păduri endemice cu Juniperus spp., Pajiști alpine și subalpine calcaroase, Pajiști oro-iberice cu Festuca indigesta, Lande oro-mediteraneene cu formațiuni endemice de grozamă, Galerii de Salix alba și de Populus alba, Pajiști alpine și boreale, Grohotișuri termofile și vest-mediteraneene, Păduri iberice de Quercus faginea și Quercus canariensis, Păduri termofile cu Fraxinus angustifolia.
La baza desemnării sitului se află mai multe specii protejate:
- plante (1): Apium repens
- mamifere (5): liliac cârn (Barbastella barbastellus), liliac cu aripi lungi (Miniopterus schreibersii), liliac cărămiziu (Myotis emarginatus), liliac comun (Myotis myotis), liliacul mic cu potcoavă (Rhinolophus hipposideros)
- nevertebrate (6): Austropotamobius pallipes, Coenagrion mercuriale, fluturele auriu (Euphydryas aurinia), Euplagia quadripunctaria, Graellsia isabellae, rădașcă (Lucanus cervus)

Pe lângă speciile protejate, pe teritoriul sitului au mai fost identificate 11 specii de plante, 13 specii de păsări, 5 specii de amfibieni, 6 specii de mamifere, 2 specii de nevertebrate, 1 specie de pești, 3 specii de reptile.